# くまき絵里
くまき 絵里（くまき えり、11月26日 - ）は、日本の漫画家。新潟県出身。「初恋レンズ」でデビュー。『ちゃお』（小学館）で執筆活動を展開している。

## 人物
おすすめのホラー作品に、『まんが日本昔ばなし』のアニメを挙げている。「”この世”とは違うものを感じさせてくれる」ためであり、よく見ていたとくまきは話している。

## 作品リスト

### 連載
- バンパイアのおきにいり♥（『ちゃお』2009年3月号 - 2009年5月号） - 初の連載作品[2]
- 魔女は恋にヘンしてる[4]（『ちゃお』2009年10月号 - 2009年12月号）
- 王子様におねがいっ！(『ちゃお』2011年3月号[5] - 2011年5月号）
- ちっ恋！（『ちゃお』2012年12月号 - 、2013年8月号[6] - 11月号、2014年4月号 - 7月号、『ちゃおDX』 - 2014年9月号） - 読み切りシリーズが連載化[6]
- おとな日記〜僕でいられないのは、君のせい〜（『ちゃお』2014年12月号[7] - 2015年2月号、『ちゃおDX』2015年3月号）
- 伊家杉さんっ！（『ちゃおDX』2015年5月号 - 2015年11月号）
- 悪魔くんのカノジョ。（『ちゃお』2017年4月号[8] - 6月号）
- ぼくが紡ぐ君のコトノハ（『裏サンデー』2021年5月6日[9] - 2021年12月16日[9]）
- 2人はS×S（『ちゃお』2022年11月号[10] - 2023年1月号、2023年4月号 - 6月号[11]）

### 読み切り
- 初恋レンズ（『ちゃおDX』2008年春待ち号） - デビュー作品[1]
- 少女まんがかこうよっ☆（『ちゃおDX』2008年春号）
- キュート・コンプレックス（『ちゃおDX』2008年初夏号）
- きみはがんばれの魔法（『ちゃお』2008年9月号）
- いタずラ☆ハロウィンコーデ（『ちゃおDX』2008年秋号）
- KISSはナイショ!!（『ちゃおDX』2008年冬号）
- ちゃおちゃおアーケード（『ちゃお』2009年お便りコーナー）
- 好きって言えない!（『ちゃおDX』2009年初夏号）
- G・O・Dにおまかせ☆（『ちゃおDX』2009年夏号）
- 魔女は恋にヘンしてる（『ちゃお』2009年10月号 - 12月号）
- トラ姫の1000人名前うらない（『ちゃお』2010年1月号）
- ラーメンで幸せ（『ちゃおDX』2010年春待ち号）
- ぷらちなアクター（『ちゃおDX』2010年春号）
- ごほうびは君！（『ちゃおDX』2010年初夏号）
- きみが××、なーんだ？（『ちゃおDX』2010年夏号）
- ともだち経験値（『ちゃおDX』2010年秋号）
- 純情ビースト（『ちゃおDX』2010年冬号）
- シンデレラは闇に堕ちる（『ちゃお ホラー増刊』2011年）
- 恋愛予定表（『ちゃお』2011年9月号）
- 初恋びたみん（『ちゃおDX』2011年冬号）
- 恋ドル！（『ちゃおDX』2012年春待ち号、2012年秋号）
- メガ恋っ☆（『ちゃおDX』2012年春号）
- 闇の微笑み（書き下ろし・『学校の幽霊』収録）
- 人魚姫は二度闇を愛す（『ちゃお ホラー増刊』2012年）
- ひみ恋レター（『ちゃおDX』2012年夏号）
- 闇はかぐや姫を攫う（『ちゃお ホラー増刊』2013年春号）
- うさぎ君とカメ子ちゃん。（『ちゃおDX』2016年1月号）
- しめきりですよ！ ハルちゃん！（『ちゃおDX』2019年1月号[12]）
- 悲しみのバラ屋敷（『ちゃおDXホラー』2019年夏号[13]）
- Xの食卓（『ちゃおDXホラー』2020年冬号[14]）
- 世界でいちばん愛してる！（『ちゃおDX』2020年5月号[15]）
- 悲しみのバラ屋敷（共著『扉を開けたら殺される 恐怖の館へようこそ』収録、2020年6月）
- 放課後紙ヒコーキ（『ちゃおDX』2020年9月号[16]） - 「8ページめにかならずキュン！ ショートラブストーリーズ」特集作品[17]
- 盆の鈴（『ちゃおDXホラー』2020年夏号[18]）
- #結婚しました【ウサつば物語】（『ちゃお』2022年7月号[19]）